# Rocznik Muzeum Częstochowskiego
Rocznik Muzeum Częstochowskiego – rocznik ukazujący się od 2005 roku. Wydawcą jest Muzeum Częstochowskie. Swoją tematyką porusza sprawy naukowe dotyczące regionu częstochowskiego.